# Otto Waalkes

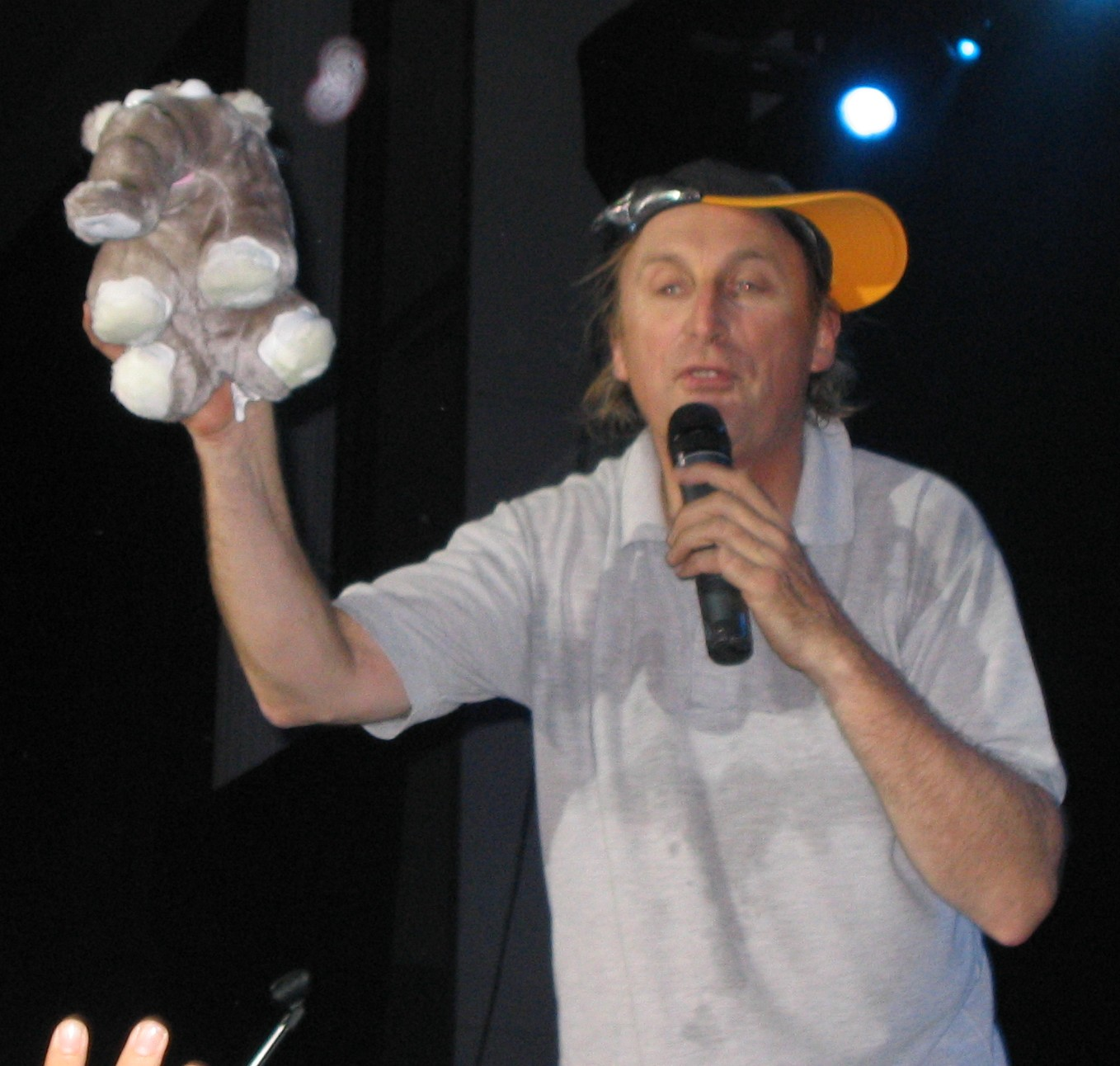
Otto Waalkes.

Otto Gerhard Waalkes (Emden, Alemania; 22 de julio de 1948) más conocido como «Otto» es junto a Karl Valentin, Heinz Erhardt, Rudi Carrell, y Loriot el humorista alemán más importante del siglo XX. También es cantante, dibujante, actor y guionista. Su humor tiene un toque especial al ser nativo de Ostfriesland (Frisia oriental), pues los nacidos en esa región, llamados en alemán Ostfriesen, son objeto de broma en Alemania. Circulan muchos chistes sobre ellos, de manera análoga a lo que ocurre en España con la ciudad de Lepe.

## Inicios
En 1970 inició sus estudios en la Escuela Superior de Bellas Artes en Hamburgo. Aprendió las técnicas de pintura de Hans Thiemann y Rainer Noeres. En Hamburgovivió en una vivienda compartida entre quince personas donde coincidió con los músicos Udo Lindenberg y Marius Müller-Westernhagen. En 1972 conoció a su mánager Hans Otto Mertens y creó la marca Rüsel Räckords. En el mismo año apareció el LP "Otto", del que se vendieron unos 500.000 ejemplares. En 1973 se transmitió su primer show televisivo "Otto Showal" al que siguieron hasta 1979 siete shows más. Estos shows lo convirtieron en el cómico más popular de los años 70 y 80. En 1973 obtuvo su primer disco de oro. Desde entonces no ha dejado de publicar CD, recibir premios, e ir de gira en gira. Su primer libro “Otto, das Werk”, publicado en 1980, fue un gran éxito. Su caricatura más conocida es el “Ottifant” (juego de palabras con la palabra olifant, en neerlandés "elefante"). En 1987 inaugura en su ciudad natal Emden el museo "Dat Otto Hus" (la casa de Otto, en idioma frisón) donde expone las reliquias de su trayectoria.

## El humor
Otto procede de la ciudad de Emden del Land  (estado federado) Niedersachsen (Baja Sajonia) de la región de Ostffriesland (Frisia oriental). En Alemania se hacían muchos chistes sobre esta región y sus habitantes, lo que aprovechó Otto presentándose como Ostfriese (frisón oriental) tonto, exagerando este tópico. Ridiculiza situaciones cotidianas de nuestra vida  “Wegbeschreibung”,“ die Oma”, o gestos involuntarios que hacemos. Otto combina los juegos de palabra y parodias con el mimo, expresión corporal y sonidos. Su humor entraña una crítica social, ironizando sobre la incultura de la gente, como en  “die verflixte Rechenaufgabe” (el maldito problema de cálculo) “Englisch für Forgeschrittene”, o crítica la tecnología: Apple, Handylied. Juega con el lenguaje, lo cual se aprecia por ejemplo en el nombre de la película "Der Ausserfriesische" El extrafrisón, juego de palabras con außerirsdisch (extraterrestre) o en su lema Räcords, tanto como en sus parodias de canciones conocidas (incluso infantiles, por ejemplo Heidi) y célebres cantantes, entre ellos Michael Jackson, Eagles o cantantes alemanes populares en su país. También ironiza con los anuncios televisivos dándoles otro contexto. En una entrevista le preguntaron a Otto: “Würden Sie auch mal in einem ernsten Film mitspielen?», (¿Actuaría alguna vez en una película seria?) a lo que contestó: Gerne. Aber wer würde den Film dann noch ernst nehmen?» (Claro que si... ¿pero quién tomaría la película en serio?).

## Películas
Otto también se dedicó a la gran pantalla, dirigiendo y escribiendo el guion de sus películas, como en la mencionada "Otto der Ausserfriesische" parodia en alusión a E.T. el extraterrestre. En sus películas participan personas célebres como Steffi Graf, Loriot, Jessika Cardenahl, Nina Hagen, Harald Schmidt, Mario Barth o Udo Lindenberg.

## Parodias (resumen)
| Grupo / intérprete        | canción                     | nombre de canción de Otto        |
| ------------------------- | --------------------------- | -------------------------------- |
| The Police                | Every Breath You Take       | Du nervst mich so (2002)         |
| canción popular           | Cotton Eye Joe              | Cotton Eye Hex (2002)            |
| Miriam Makeba             | Pata Pata (1967)            | DummaSack 1998                   |
| Hugues Aufray             | Le rossignol anglais (1965) | Es wird Nacht, Señorita (1973)   |
| Sting                     | Englishman In New York      | Friesenjung (1995)               |
| The Beatles               | Honey Pie (1968)            | Honey Pie                        |
| Spice Girls               | Wannabe (1996)              | I wanna Pfefferkuchen (1998)     |
| Monkees                   | I'm A Believer (1966)       | Ich bin Ostfriese (1998)         |
| Daniel Sentacruz emsemble | Soleado                     | Dänen lügen nicht                |
| Eagles                    | Hotel California            | Das Lokallied von Karl und Sonja |
|                           | El cóndor pasa              | Canción anti Bayern              |
| Foreigner                 | Urgent                      | Örtchen                          |
| The Platters              | Only you                    | Only u                           |
| Scorpions                 | Wind Of Change (1990)       | Ottilein 1997                    |
| Queen                     | We will rock you            | soviel Scheiss macht Obi         |
| AC/DC                     | Highway to hell             | Auf dem Heimweg wird’s hell      |
| Michal Holm               | Tränen lügen nicht          | Dänen lügen nicht                |
| Gitti und Erika           | Heidi                       | Heidi                            |
| Vater Abraham             | das Lied der Schlümpfe      | das Lied der schwulen Schlümpfe  |
| Udo Jürgens               | Aber bitte mit Sahne        | Aber bitte mit Sahne             |
| Die Ärzte                 | Männer sind Schweine        | Eltern sind Schweine             |
| Max Raabe                 | Mein kleiner grüner Kakteus | Mein kleiner grüner Kaktus       |
| Die Prinzen               | Alles nur geklaut           | Alles hier verbaut               |